# Республіка Судан (1956–1969)
15°38′00″ пн. ш. 32°32′00″ сх. д. / 15.633333333333° пн. ш. 32.533333333333° сх. д.
Республіка Судан (араб. جمهورية السودان) — суверенна держава, що виникла 1 січня 1956 року після скасування кондомініуму Англо-Єгипетського Судану, керованого Єгиптом і Сполученим Королівством.
Майже всю площу країни займала пустеля Сахара, на північному сході був вихід до Червоного моря (берегова лінія завдовжки 853 км).

## Історія
Ще до 1955 року уряд автономії під керівництвом Ісмаїла Азгарі призупинив рух до самовизначення Судану, сподіваючись сприяти єдності з Єгиптом. Незважаючи на те, що його проєгипетська національно-юніоністська партія (НЮП) отримала більшість на парламентських виборах 1953 року, Азгарі зрозумів, що загальна думка налаштована проти такого союзу, тож змінив позицію НЮП і підтримав незалежність. 19 грудня 1955 року парламент Судану під керівництвом Азгарі одноголосно прийняв декларацію про незалежність, яка набула чинності 1 січня 1956 року.